# Konjšica
Konjšica (germană: Koschza) este o localitate din comuna Litija, Slovenia, cu o populație de 143 de locuitori.